# Pieśni dla przyjaciół
Pieśni dla przyjaciół – zbiór pięciu poematów Antoniego Langego wydany w 1898 w Warszawie. Dedykowane są one kolejno:
- Zenonowi Przesmyckiemu,
- Adamowi M-skiemu,
- Or-Otowi,
- Kazimierzowi Glińskiemu,
- Janowi Kasprowiczowi

W wymienionych poematach Lange okiem krytyka przygląda się twórczości wymienionych pięciu poetów. Cykl jest także efektem przyjaźni jaka trwała między poetą a opisywanymi twórcami.